# Ypatingasis būrys

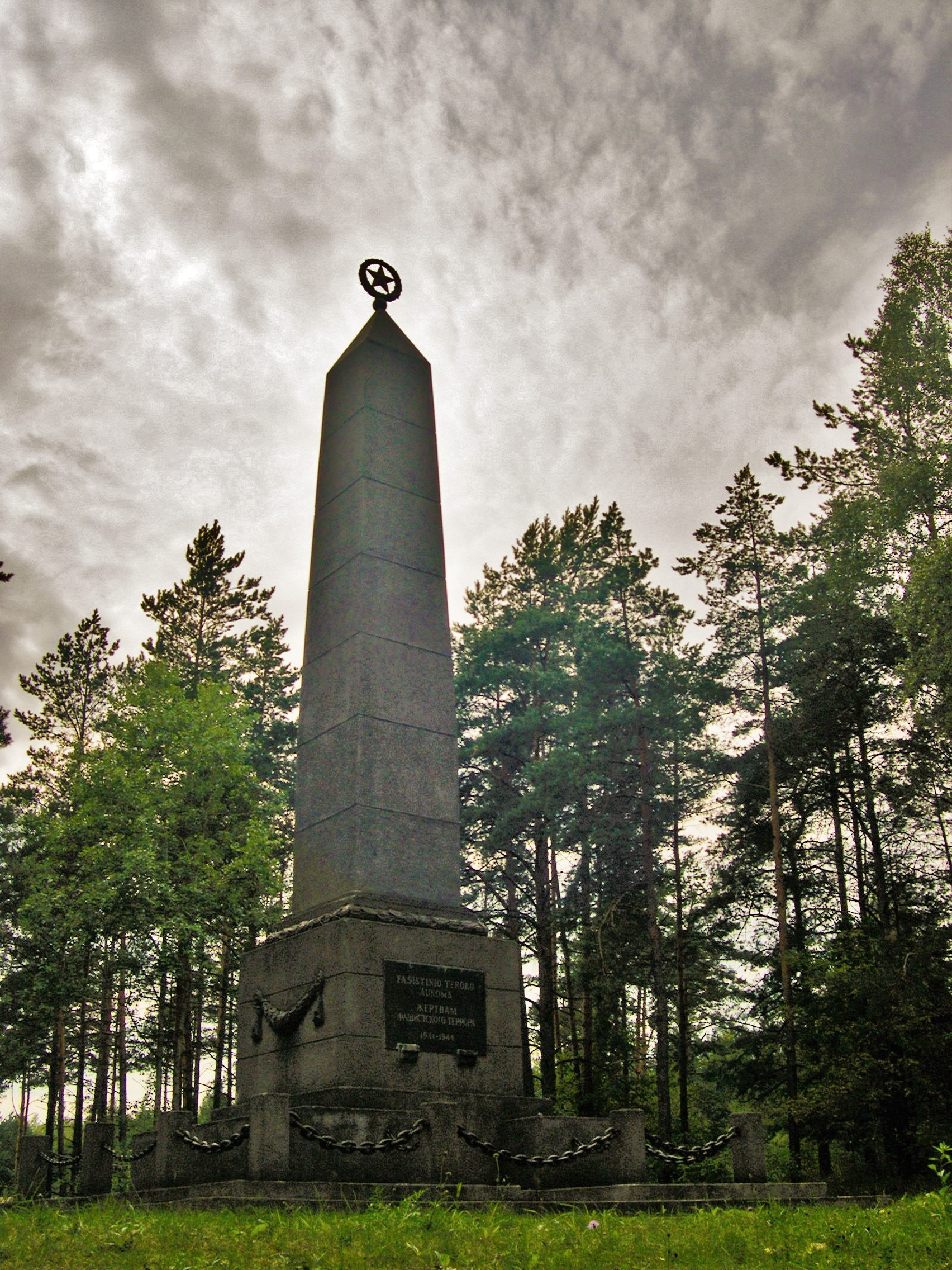
Il primo memoriale eretto in epoca sovietica.

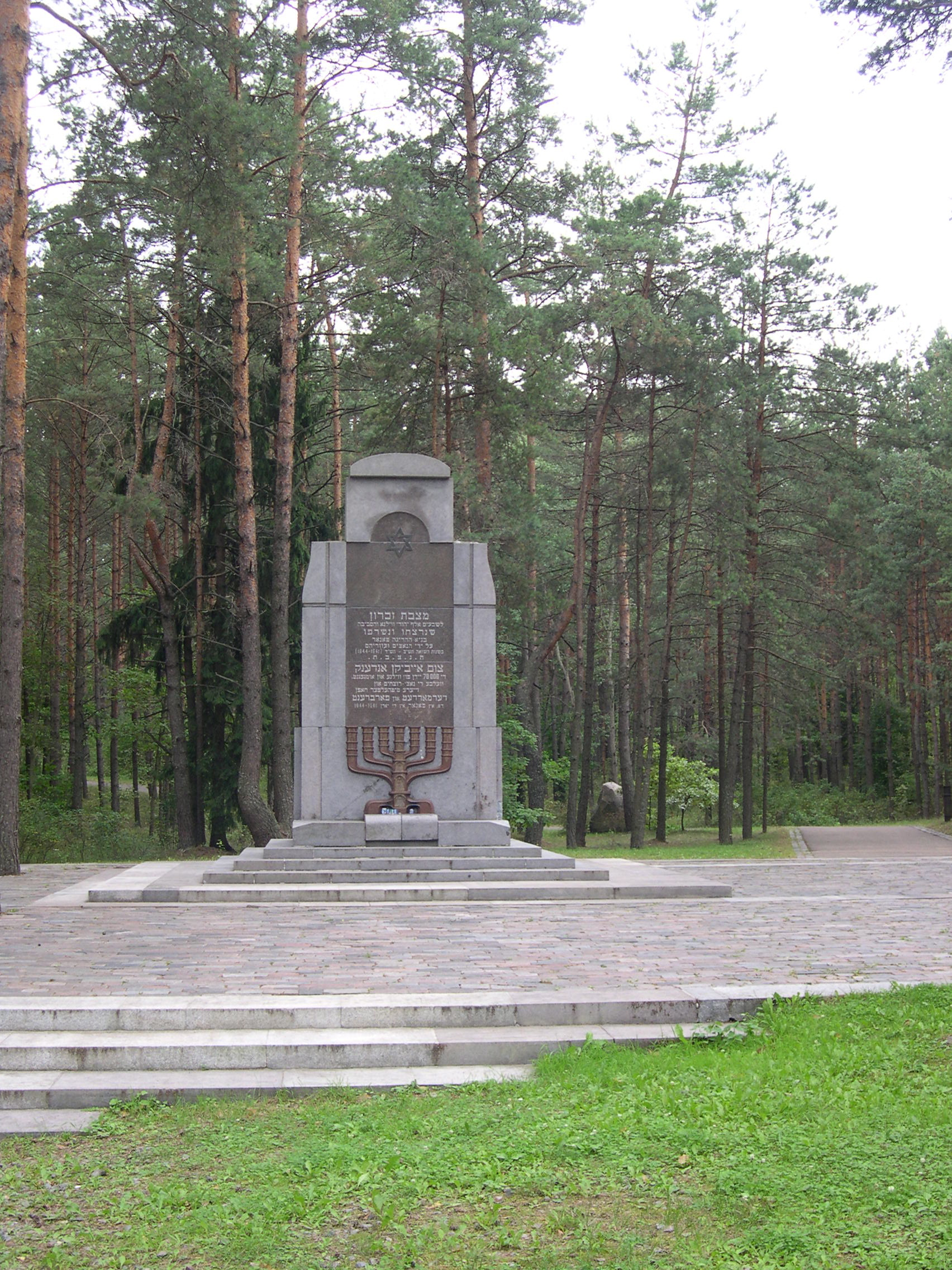
Il monumento alle 70.000 vittime ebree

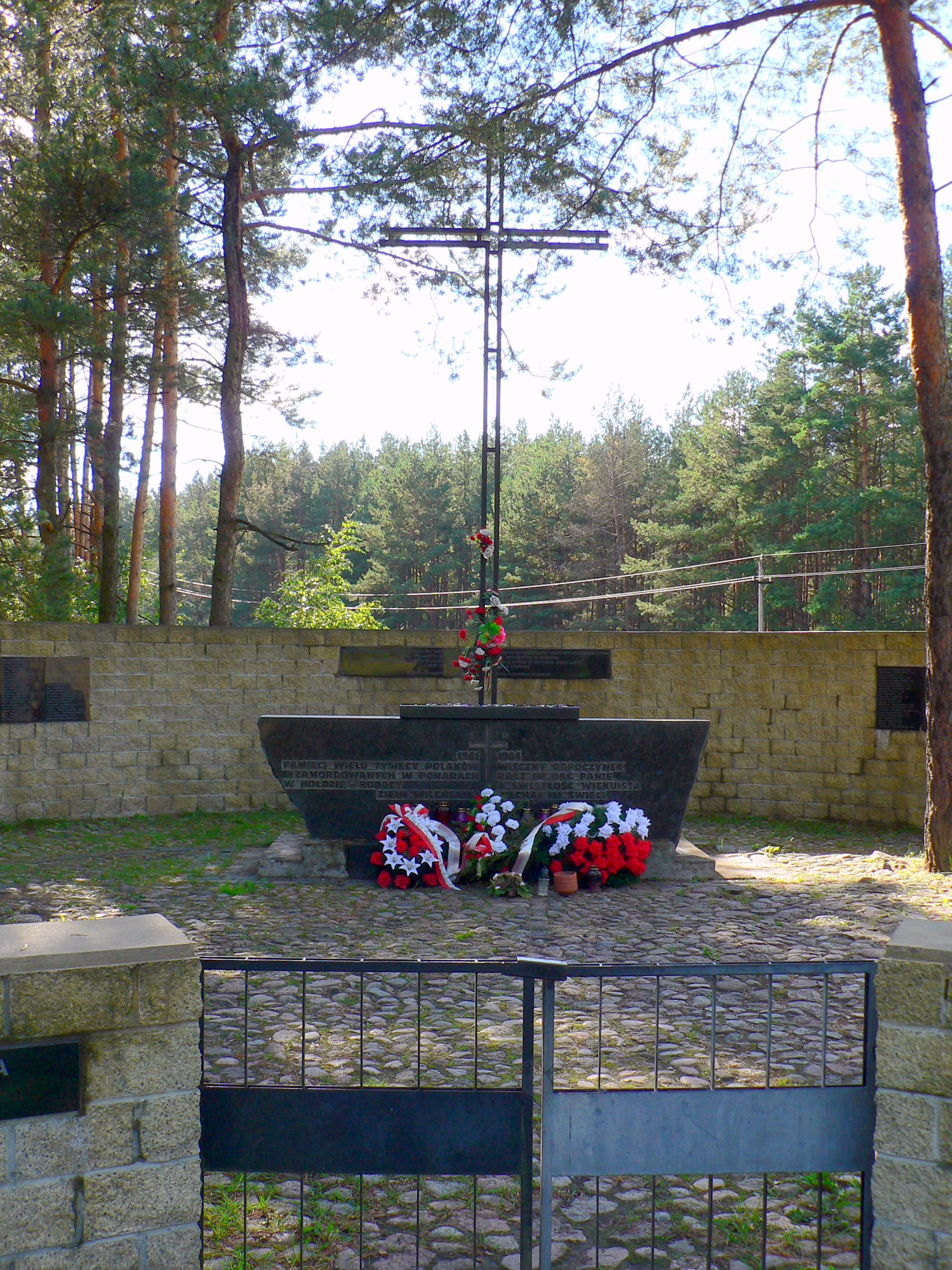
Il monumento alle migliaia di vittime polacche

La squadra speciale Ypatingasis būrys o squadra speciale di polizia SD e di sicurezza tedesca (in lituano: Vokiečių Saugumo policijos ir SD ypatingasis būrys, in polacco: Specjalny Oddział SD i Niemieckiej Policji Bezpieczeństwa, anche strzelcy ponarscy) fu una squadra della morte lituana conosciuta anche come «l'equivalente lituano del Sonderkommando», che operò nella regione di Vilnius tra il 1941 ed il 1944. L'unità, composta principalmente da volontari lituani, fu formata dal governo di occupazione tedesco e fu subordinata all'Einsatzkommando 9 prima, e successivamente al Sicherheitsdienst (SD) e al Sicherheitspolizei (Sipo), senza avere autonomia ufficiale.

## Storia
Il nome di squadra speciale di Vilnian (in lituano: Ypatingasis būrys) è stato menzionato per la prima volta nei documenti datati 15 luglio 1941. La squadra speciale YB iniziò come unità di polizia, formata in seguito all'occupazione tedesca della Lituania nel 1941. Lo storico lituano Bubnys nota che è difficile rispondere a due domande: quanti membri contò la YB e quante persone uccisero. Bubnys sostiene che il numero di 100.000 vittime attribuite all'organizzazione è stato gonfiato.

### Composizione e dimensione dell'unità
Molti membri furono volontari, reclutati in particolare tra gli ex membri del gruppo nazionalista paramilitare Unione dei fucilieri lituani. Era composto principalmente da lituani, sebbene secondo Bubnys vi fossero anche alcuni russi ed alcuni polacchi.
Ci sono state diverse stime per quanto riguarda le dimensioni dell'unità:
- lo storico polacco Czesław Michalski stima che sia cresciuta partendo da una base di 50 persone;[12]
- Tadeusz Piotrowski afferma che all'inizio c'erano 100 volontari;[13]
- secondo Michalski, dopo la sua creazione iniziale, arrivò a contare centinaia di persone;[12]
- Arūnas Bubnys afferma che non ha mai superato il numero di quaranta o cinquanta uomini.[14]

Si conoscono 118 nomi e di questi 20 dei membri sono stati perseguiti e puniti. Secondo Arūnas Bubnys, che cita la storica polacca Helena Pasierbska, durante il 1941-1944, fecero parte di YB circa 108 uomini.

## Il ruolo nell'Olocausto
I membri della squadra furono usati come guardie e trasferirono gli ebrei dai loro appartamenti nel ghetto. L'unità YB sorvegliò anche il quartier generale della Gestapo a Vilnius, la prigione nell'attuale Gediminas Avenue, così come la base di Paneriai.
Insieme alla polizia tedesca, la squadra partecipò al massacro di Ponary, dove furono assassinati circa 70.000 ebrei, oltre i circa 20.000 polacchi e gli 8.000 prigionieri di guerra russi, molti della vicina Vilnius. La YB è stata creata per perseguire il solo scopo di uccidere persone, eseguì la maggior parte degli omicidi nel 1941. La YB uccise decine di migliaia di persone, per lo più ebrei, a Paneriai, Nemenčinė, Naujoji Vilnia, Varėna, Jašiūnai, Eišiškės, Trakai, Semeliškės e Švenčionys.

### 1943
Quando i tedeschi chiusero i monasteri di Vilnius nel 1943, la YB controllò le loro strutture finché i tedeschi non rimossero la proprietà confiscata. Nel 1943, la YB eseguì molte meno esecuzioni rispetto al biennio 1941-1942. Dal dicembre 1943, Paneriai fu sorvegliata da un'unità SS e nel 1944, secondo lo storico lituano Bubnys, YB non eseguì sparatorie a Paneriai.
Dall'agosto 1943, la YB diventò una Squadra dell'11º Battaglione della Legione Lettone. I vecchi documenti di identità sono stati sostituiti con nuovi documenti delle truppe della Legione lettone. Nonostante il cambiamento formale, YB stava ancora servendo la polizia di sicurezza tedesca e l'SD.

### 1944
Nel luglio 1944, la YB fu trasferita a Kaunas di stanza al Nono forte, dove sorvegliò la prigione e dove, prima di ritirarsi, uccise 100 prigionieri. In seguito, la YB fu trasferita a Stutthof, dove scortò gli ebrei a Toruń. Vi rimase fino all'aprile 1944, quando ricevette l'ordine di convogliare gli ebrei a Bydgoszcz: i membri dell'YB fuggirono dal fronte in avvicinamento così come i prigionieri ebrei. Alcuni membri dell'YB si ritirarono in Germania mentre alcuni rimasero nella zona occupata dall'Armata Rossa.

## Uniformi
Ai membri della squadra sono state fornite armi sovietiche e bracciali bianchi. Fino al 1942, alcuni membri della squadra indossarono le uniformi dell'esercito lituano, poi sostituite dalle uniformi SD verdi con svastica e teschi sui berretti. Ai membri della squadra sono state rilasciate anche carte d'identità della SD.

## Comandanti
Tra gli organizzatori iniziali della squadra c'erano i tenenti Jakubka e Butkus. Dopo il 23 luglio 1941, il comandante era Juozas Šidlauskas. Nel novembre 1941, il tenente Balys Norvaiša, divenne il comandante della squadra e il suo vice fu il tenente Balys Lukošius. Alla fine del 1943, Norvaiša e Lukošius furono schierati in un battaglione di difesa e il comando dell'YB fu trasferito al sergente Jonas Tumas. Il comandante più longevo di YB era l'uomo delle SS Martin Weiss. Weiss non solo ha diretto le esecuzioni, ma ha ucciso personalmente le vittime. Nel 1943 Weiss fu sostituito dal privato Fiedler.

## Conseguenze
Dieci membri dell'YB furono condannati e giustiziati dalle autorità sovietiche nel 1945: Jonas Oželis-Kazlauskas, Juozas Macys, Stasys Ukrinas, Mikas Bogotkevičius, Povilas Vaitulionis, Jonas Dvilainis, Vladas Mandeika, Borisas Baltūsis, Juozas Augustas, Jonas Norkevičius. In totale, venti membri della YB sono stati condannati dalle autorità polacche e sovietiche, quattro dei quali in Polonia negli anni '70. Nel 1972 le autorità polacche arrestarono tre uomini, un polacco (Jan Borkowski, che durante la guerra usò la versione lituana del suo nome, Jonas Barkauskas), e gli altri due di etnia mista polacco-lituana (Władysław Butkun o Vladas Butkunas, e Józef Miakisz o Juozas Mikašius) e li condannò a morte. Questa condanna è stata poi commutata in 20 anni di reclusione. Altri membri dell'YB sono morti dopo la guerra o hanno vissuto all'estero.